# سوتیریوس ورسیس
سوتیریوس ورسیس (یونانی: Σωτήριος Βερσής؛ ۱۸۷۹ – ۱۹۱۸) یک وزنه‌بردار، پرتاب‌گر دیسک و پرتاب‌گر وزنه اهل یونان بود.
از افتخارات وی میتوان به کسب مدال برنز پرتاب دیسک و لیفت دو دست وزنه‌برداری در بازی‌های المپیک تابستانی ۱۸۹۶ اشاره کرد.